# Qataban

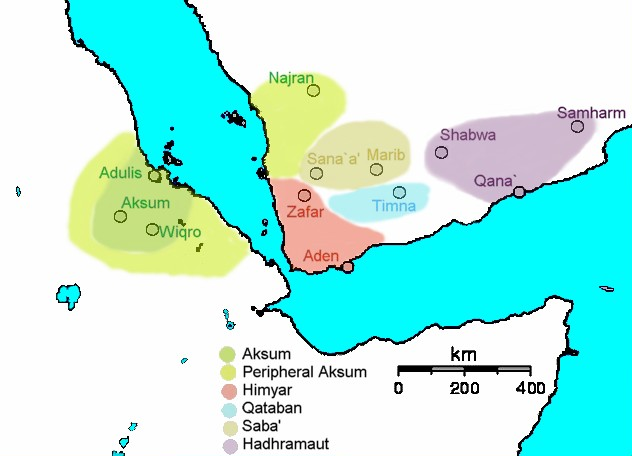
Regno del Qataban (celeste chiaro) nel III secolo

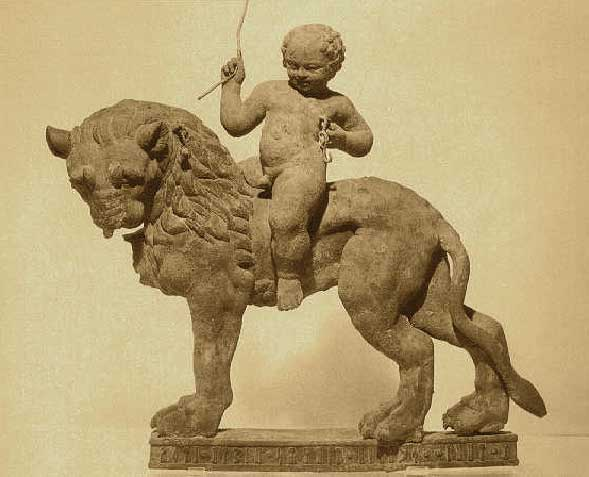
Leone bronzeo con putto con arco. Arte qatabanide (circa 75-50 a.C.)

Il Qataban (in arabo  قتبان‎?) fu uno degli antichi regni sud-arabici che prosperarono nella vallata del wadi Bayhan. Come molti altri regni yemeniti, si arricchì grazie al traffico del franchincenso e della mirra, che si usava bruciare in diversi culti religiosi.  
La capitale era Timna, collocata lungo la rotta mercantile che passava attraverso i regni del Hadramawt, di Sheba e di Ma'in. La principale divinità era ʿAmm, o "Zio", e i qatabanici usavano chiamare se stessi "figli di ʿAmm".
Fu il più importante regno yemenita nella seconda metà del I millennio a.C., quando i suoi sovrani assunsero il titolo di "federatori", MKRB (normalmente vocalizzato Mukarrib), un tempo visti come re-sacerdoti.